# Maria Maria
"Maria Maria" là bài hát của ban nhạc rock Santana cùng The Product G&B, sản xuất bởi Wyclef Jean và Jerry Duplessis. Theo Jean, phần điệp khúc của ca khúc này lấy cảm hứng từ "Wu-Tang Clan Ain't Nuthing ta F' Wit" của nhóm Wu-Tang Clan. Tại lễ trao giải Giải Grammy lần thứ 42, "Maria Maria" nhận Giải Grammy cho Trình diễn song tấu hoặc nhóm nhạc giọng pop xuất sắc nhất, tuy nhiên The Product G&B lại không được vinh danh ở hạng mục này.
"Maria Maria" đạt vị trí quán quân tại rất nhiều quốc gia trên thế giới như Canada, Pháp, Đức, Hungary, Thụy Điển, Thụy Sĩ và Mỹ. Ca khúc đứng đầu bảng xếp hạng Billboard Hot 100 trong tổng cộng 10 tuần. Ca khúc cũng được Billboard lựa chọn cho danh sách kỷ niệm 50 năm ra đời của bảng xếp hạng này vào năm 2008. "Maria Maria" được xếp hạng 96 trong danh sách 100 bài hát vĩ đại nhất của Billboard, và đứng thứ 2 trong danh sách các bài hát nhạc Latinh vĩ đại nhất bình chọn bởi bảng xếp hạng này. Ca khúc cũng được xếp hạng 14 trong danh sách 100 bài hát hay nhất thập niên 2000 của Billboard.

## Danh sách ca khúc
| Đĩa đơn CD và cassette 1. "Maria Maria" – 4:21 2. "Maria Maria" (Wyclef Remix) – 4:21 3. "Migra" – 5:54 Đĩa đơn maxi-CD 1. "Maria Maria" (ấn bản album) – 4:21 2. "Maria Maria" (Wyclef Remix) – 4:21 3. "Maria Maria" (Pumpin' Dolls radio edit) – 3:56 4. "Maria Maria" (Pumpin' Dolls club mix) – 8:36 5. "Maria Maria" (không lời) – 4:21 6. "Migra" (ấn bản album) – 5:54 Đĩa than 7-inch 1. "Maria Maria" – 4:21 2. "Smooth" (cùng Rob Thomas) | Đĩa đơn CD và cassette 1. "Maria Maria" (radio mix) – 4:21 2. "Maria Maria" (Wyclef Remix) – 4:21 3. "Maria Maria" (Pumpin' Dolls remix) – 3:56 Đĩa đơn CD tại châu Âu 1. "Maria Maria" (radio mix) – 4:21 2. "Maria Maria" (Pumpin' Dolls club mix) – 8:36 Đĩa đơn CD tại Úc 1. "Maria Maria" (radio mix) – 4:21 2. "Maria Maria" (Pumpin' Dolls radio edit) – 3:56 3. "Maria Maria" (Wyclef Remix) – 4:21 4. "Maria Maria" (Pumpin' Dolls club mix) – 8:36 5. "Maria Maria" (Wyclef Remix instrumental) – 4:21 6. "Maria Maria" (Pumpin' Dolls club mix — không lời) – 8:36 |

## Thành phần tham gia sản xuất
Theo phụ chú album Supernatural.
Thu âm
- The Hit Factory (New York) – trộn âm.
- The Hit Factory (New York) và Fantasy Studios (Berkeley, California) – kỹ thuật âm thanh.
- Sterling Sound (New York) – chỉnh âm.

Nghệ sĩ
| - Wyclef Jean – sáng tác, sản xuất. - Jerry "Wonda" Duplessis – sáng tác, sản xuất. - Carlos Santana – sáng tác, guitar, hát. - Karl Perazzo, Raul Rekow – sáng tác. - The Product G&B – hát chính. - Joseph Hébert – cello. - Daniel Seidenberg, Hari Balakrishnan – viola. | - Jeremy Cohen – violin. - Andy Grassi – trộn âm, kỹ thuật viên âm thanh. - Michael McCoy – trộn âm. - Chris Theis, Steve Fontano – kỹ thuật viên âm thanh. - Chuck Bailey, Jason Groucott – trợ lý kỹ thuật. - Ted Jensen – chỉnh âm. |

## Chứng chỉ
| Quốc gia | Chứng nhận | Số đơn vị/doanh số chứng nhận       |
| --- | ---------- | ----------------------------------- |
| Bỉ (BEA) | Bạch kim   | 50.000*                             |
| Pháp (SNEP) | Bạch kim   | 535,000                             |
| Đức (BVMI) | Bạch kim   | 500.000^                            |
| Hà Lan (NVPI) | Vàng       | 50.000^                             |
| Thụy Điển (GLF) | Vàng       | 15.000^                             |
| Thụy Sĩ (IFPI) | Bạch kim   | 50.000^                             |
| Anh Quốc (BPI) | Vàng       | 400.000‡                            |
| Hoa Kỳ (RIAA) | Bạch kim   | 1.337.000 (tính theo lượng đĩa bán) |
| * Chứng nhận dựa theo doanh số tiêu thụ. ^ Chứng nhận dựa theo doanh số nhập hàng. ‡ Chứng nhận dựa theo doanh số tiêu thụ và phát trực tuyến. |            |                                     |

## Lịch sử phát hành
| Khu vực | Ngày phát hành      | Định dạng        | Hãng đĩa | Tham khảo |
| ------- | ------------------- | ---------------- | -------- | --------- |
| Mỹ      | 14 tháng 9 năm 1999 | Phát thanh radio | Arista   | [ 1 ]     |
| Châu Âu | 7 tháng 2 năm 2000  | CD               | Arista   | [ 27 ]    |
| Anh     | 24 tháng 7 năm 2000 | CD cassette      | Arista   | [ 28 ]    |